# NGC 7169
NGC 7169 (również PGC 67913) – galaktyka eliptyczna (E/SB0), znajdująca się w gwiazdozbiorze Żurawia. Odkrył ją John Herschel 30 września 1834 roku.